# O Inverno de Nossa Desesperança
The Winter of Our Discontent  é o último romance de John Steinbeck, vencedor do prêmio Nobel de Literatura de 1962. O livro foi publicado em 1961. O título faz referência às primeiras duas linhas de Ricardo III (Shakespeare): "Now is the winter of our discontent / Made glorious summer by this sun [or son] of York".

## Enredo
A história é sobre Ethan Allen Hawley, um ex-membro da classe aristocrática de Long Island. O falecido pai de Ethan perdeu a fortuna da família, e, assim, Ethan trabalha como balconista da mercearia do lugar. Sua esposa Mary e seus filhos se ressentem do seu status social e econômico medíocre, e não valorizam a honestidade e integridade que Ethan se esforça para manter no meio de uma sociedade corrupta. Esses fatores externos somados ao seu transtorno psicológico levam Ethan a tentar superar sua integridade a fim de recuperar o seu antigo status e a riqueza da sua família.

## Personagens principais
- Ethan Allen Hawley – Balconista da mercearia (Protagonista)
- Mary Hawley – Esposa de Ethan
- Allen e Ellen Hawley – Seus filhos adolescentes
- Danny Taylor – Amigo de infância de Ethan e o bêbado da cidade
- Joey Morphy – bancário e playboy da cidade
- Margie Young-Hunt – Uma atraente senhora de meia-idade e amiga de Mary
- Mr. Baker – banqueiro
- Alfio Marullo – Imigrante italiano e dono da mercearia

## Adaptação para o cinema
O romance virou um filme de televisão no programa Hallmark Hall of Fame em 1983, estrelado por Donald Sutherland, Teri Garr, e Tuesday Weld.